# Imogen Hassall
Imogen Hassall, född 25 augusti 1942 i Woking, Surrey, död 16 november 1980 i Wimbledon, London var en brittisk skådespelerska.

## Filmografi i urval
- 1964–1968 – Helgonet (TV-serie)
- 1965 – Panik i brandkåren
- 1967 – Den långa duellen
- 1967 – The Avengers (TV-serie)
- 1969 – Akita - solens förbannelse
- 1970 – El Condor
- 1970 – Mumsy, Nanny, Sonny and Girly
- 1970 – Nu tar vi äktenskapet
- 1970 – Oskulden och zigenaren
- 1971 – Snobbar som jobbar (TV-serie)
- 1972 – Jason King (TV-serie)